# Statistiche della FIFA Confederations Cup
In questa voce, sono raccolte le statistiche della FIFA Confederations Cup (aggiornate all'edizione 2017).

## Squadre

### Debutti
| Anno | Nazionali                                                         | Totale |
| ---- | ----------------------------------------------------------------- | ------ |
| 1992 | Argentina Costa d'Avorio Arabia Saudita Stati Uniti               | 4      |
| 1995 | Danimarca Giappone Messico Nigeria                                | 4      |
| 1997 | Australia Brasile Rep. Ceca Sudafrica Emirati Arabi Uniti Uruguay | 6      |
| 1999 | Bolivia Egitto Germania Nuova Zelanda                             | 4      |
| 2001 | Camerun Canada Corea del Sud Francia                              | 4      |
| 2003 | Colombia Turchia                                                  | 2      |
| 2005 | Grecia Tunisia                                                    | 2      |
| 2009 | Italia Iraq Spagna                                                | 3      |
| 2013 | Tahiti                                                            | 1      |
| 2017 | Russia Cile                                                       | 2      |

### Posizione delle squadre
Maggior numero di titoli4,  Brasile (1997, 2005, 2009, 2013)
Maggior numero di finali5,  Brasile (1997, 1999, 2005, 2009, 2013)
Maggior numero di podi5,  Brasile (1997, 1999, 2005, 2009, 2013)
Maggior numero di volte tra le prime quattro6,  Brasile (1997, 1999, 2001, 2005, 2009, 2013)
Maggior numero di presenze7,  Brasile (1997, 1999, 2001, 2003, 2005, 2009, 2013)
7,  Messico (1995, 1997, 1999, 2001, 2005, 2013, 2017)
Maggior numero di secondi posti2,  Argentina (1992, 2005)
Maggior numero di terzi posti2,  Stati Uniti (1992, 1999)
Maggior numero di quarti posti2,  Uruguay (1997, 2013)
2,  Messico (2005, 2017)

### Posizioni consecutive
Maggior numero di partecipazioni consecutive7  Brasile (1997, 1999, 2001, 2003, 2005, 2009, 2013)
Maggior numero di titoli consecutivi3  Brasile (2005, 2009 e 2013)
Maggior numero di finali consecutive3  Brasile (2005, 2009 e 2013)

### Altri risultati
L'Argentina, la Francia, la Danimarca e il Cile sono le uniche Nazionali ad aver raggiunto la finale in ogni partecipazione: Francia e Danimarca hanno, inoltre, vinto ogni edizione a cui hanno preso parte.

## Partite
- Partita con più gol: Spagna-Tahiti 10-0 (20 giugno 2013)
- Partita con il maggior scarto di reti: Spagna-Tahiti 10-0 (20 giugno 2013)[1]
- Maggior numero di vittorie consecutive: Brasile, 12 (2 nel 2005, 5 nel 2009, 5 nel 2013)[2]

## Difesa
- Minor numero di reti subite: Camerun, 1 in 5 partite (2003)
- Maggior numero di reti subite: Tahiti, 24 in 3 partite (2013)

## Calciatori

### Quaterne
| Ordine | Giocatore         | Minuto dei gol             | Squadra del gioc. | Risultato Finale | Avversario     | Torneo | Fase del torneo | Data           |
| ------ | ----------------- | -------------------------- | ----------------- | ---------------- | -------------- | ------ | --------------- | -------------- |
| 1.     | Cuauhtemoc Blanco | 12', 19', 68', 77'         | Messico           | 5–1              | Arabia Saudita | 1999   | Fase a gruppi   | 25 luglio 1999 |
| 2.     | Marzouq Al-Otaibi | 8', 34', 78', 85'          | Arabia Saudita    | 5–1              | Egitto         | 1999   | Fase a gruppi   | 29 luglio 1999 |
| 3.     | Fernando Torres   | 5', 33', 57', 78'          | Spagna            | 10–0             | Tahiti         | 2013   | Fase a gruppi   | 20 giugno 2013 |
| 4.     | Abel Hernández    | 2', 24', 45+1', 67' (rig.) | Uruguay           | 8–0              | Tahiti         | 2013   | Fase a gruppi   | 23 giugno 2013 |

### Triplette
| Ordine | Giocatore        | Minuto dei gol       | Squadra del gioc. | Risultato Finale | Avversario          | Torneo | Fase del torneo | Data             |
| ------ | ---------------- | -------------------- | ----------------- | ---------------- | ------------------- | ------ | --------------- | ---------------- |
| 1.     | Vladimír Šmicer  | 42', 68', 71'        | Rep. Ceca         | 6–1              | Emirati Arabi Uniti | 1997   | Fase a gruppi   | 17 dicembre 1997 |
| 2.     | Ronaldo          | 15', 27', 59' (rig.) | Brasile           | 6–0              | Australia           | 1997   | Finale          | 21 dicembre 1997 |
| 3.     | Romário          | 38', 53', 75'        | Brasile           | 6–0              | Australia           | 1997   | Finale          | 21 dicembre 1997 |
| 4.     | Ronaldinho       | 11', 65', 90+2'      | Brasile           | 8–2              | Arabia Saudita      | 1999   | Semifinale      | 1º agosto 1999   |
| 5.     | Luciano Figueroa | 12', 53', 89'        | Argentina         | 4–2              | Australia           | 2005   | Fase a gruppi   | 18 luglio 2005   |
| 6.     | Fernando Torres  | 6', 14', 17'         | Spagna            | 5–0              | Nuova Zelanda       | 2009   | Fase a gruppi   | 14 giugno 2009   |
| 7.     | Nnamdi Oduamadi  | 10', 26', 76'        | Nigeria           | 6–1              | Tahiti              | 2013   | Fase a gruppi   | 17 giugno 2013   |

Fernando Torres è l'unico giocatore ad aver segnato almeno 3 gol in più di un'accasione, nello specifico una tripletta e una quaterna.

### Capocannonieri
- Maggior numero di gol realizzati in una edizione: Romário 7 (1997)
- Maggior numero di gol realizzati in assoluto: Cuauhtémoc Blanco, Ronaldinho (9)

## Arbitri
Maggior numero di finali dirette Ali Bujsaim 2 (1995, 2001)